# Diocèse de Tripoli
Le diocèse de Tripoli était un diocèse dans le comté de Tripoli, lui-même faisant partie des États latins d'Orient.

## Histoire
Le diocèse latin de Tripoli fut fondé en 1104, au lendemain de la première croisade. Il resta un évêché résidentiel jusqu'en 1289, date à laquelle il devint un évêché titulaire, ce qu'il est encore aujourd'hui dans l'Église catholique.
Tripoli avait été le siège d'un diocèse grec-orthodoxe jusqu'au moins le Xe siècle, mais s'il y avait un évêque orthodoxe en 1104, il fut écarté. Les diocèses orthodoxes d'Arqa et d'Orthosias (en), également mentionnés au Xe siècle, semblent avoir été intégrés au diocèse latin de Tripoli.
Le premier évêque latin fut nommé par le comte Raymond de Saint-Gilles lors du siège de Tripoli. Les évêques de Tripoli étaient traditionnellement suffragants de l'archevêque de Tyr, mais comme Tyr se trouvait en territoire musulman, l'autorité sur Tripoli fut affirmée par le patriarche d'Antioche, Bernard de Valence. Ce fut le premier et, pendant quelques années, le seul diocèse du comté de Tripoli. Malgré sa grande étendue géographique, il n'était pas subdivisé en archidiacres en raison du faible nombre de chrétiens latins sous sa juridiction. La majorité des chrétiens de l'évêché étaient des maronites, non en communion avec les Latins ou les Grecs. À la fin du XIIIe siècle, il existait également une communauté nestorienne dans la ville même.
En 1113, le pape Pascal II confirma la juridiction de Bernard de Valence sur Tripoli. En 1127, après la conquête de Tyr en 1124, le pape Honorius II ordonna à Tripoli de se soumettre à l'archevêque de Tyr, qui dépendait du patriarche latin de Jérusalem. En réponse, Bernard de Valence divisa la juridiction de Tripoli en nommant des évêques pour Tortose et Gibelet. Tous ces diocèses refusèrent de se soumettre à Tyr et restèrent de facto suffragants d'Antioche par l'intermédiaire du patriarcat d'Aimery de Limoges, bien qu'Innocent II leur ordonnât à nouveau de se soumettre à Tyr en 1138.
Après les conquêtes de Saladin entre 1182 et 1192, Tripoli fut coupée de tout contact terrestre avec Antioche, et les relations entre évêques et patriarches durent se faire par voie maritime. En 1237, Tripoli était l'un des sièges les plus riches d'Antioche et le resta jusqu'en 1289. À ce titre, elle fut la cible privilégiée des mesures papales. Entre 1198 et 1289, huit clercs furent fournis à l'Église et reçurent des prébendes.
Contrairement à de nombreux évêques d'Europe occidentale, l'évêque de Tripoli n'exerçait aucune seigneurie temporelle, mais seulement une juridiction spirituelle. Le chapitre cathédral était composé d'une communauté de chanoines augustins. C'était l'une des cinq cathédrales des États croisés dont les chanoines n'étaient pas séculiers, les autres étant celles de Jérusalem, Bethléem, Nazareth et Hébron. Il y également avait une communauté de religieuses cisterciennes à Tripoli.

## Liste des évêques
- Albert (ou Hubert) de Saint Érard (fl. 1104–1115)[14]
- Pons (fl. 1115)[15]
- Bernard (fl. 1117–1127)[15]
- Guillaume Ier (fl. 1132)[15]
- Gérard (c. 1137–1145)
- Guillaume II (c. 1149–1152)[16]
- Gombauld (fl. 1170)[15]
- Romain (fl. 1174–1179)[15]
- Jean (1183–1184)[16]
- Aimery (1186–1190)[16]
- Pierre d'Angoulême (c. 1191–1196, puis transféré à Antioche)[16]
- Laurent (fl. 1198–1199)[17],[15]
- Geoffroy (fl. 1204–1217)[18]
- Robert (fl. 1217–1228)[17],[15]
- Guy de Valence (c. 1228-1237)[17]
- Albert (c. 1243)[17],[15]
- Gregorio di Montelongo (1249–1251)[19]
- Opizo(c. 1252–1259)[20]
- Paul de Segni (1261–1285)[16]
- Cinthius de Pinea (1285–1286)[16]
- Bernard de Montmajour appelé aussi Bernard de Montmirat (fl. 1286–1296)[21]